# 小行星7195
小行星7195（7195 Danboice）是一颗绕太阳运转的小行星，为主小行星带小行星。该小行星于1994年1月2日发现。

## 轨道参数
小行星7195的轨道半长轴为2.4219287 UA，离心率为0.232。